# Spinosauroidea
A Spinosauroidea a tetanurán theropoda dinoszauruszok egyik öregcsaládja, amely a középső jura és a késő kréta időszak idején létezett.

## Rendszertan
A Megalosauroidea nevet néha a Spinosauroidea helyettesítésére használják. A Spinosauroidea öregcsaládot Ernst Stromer nevezte el 1915-ben. Ha a Megalosaurus nemet a Spinosauroidea klád tagjának tekintik, ahogyan arra a legtöbb modern filogenetikai elemzés utal, akkor a Megalosauroidea a Spinosauroidea fiatalabb szinonimájává válik. A Spinosauroideát Paul Sereno definiálta 1988-ban, csomópont-alapú kládként, a Spinosaurus és a Torvosaurus közös ősét és valamennyi leszármazottját ebbe a csoportba sorolva. Thomas Holtz 2004-ben egy ág-alapú definíciót fogalmazott meg a Spinosauroidea névhez tartozóan, ami alapján ide tartozik minden olyan faj, amely közelebb áll a  Spinosaurushoz, mint a Passer domesticushoz (azaz a házi verébhez). Mindkét klád minden valószínűség szerint tartalmazza a Spinosauridae családot. Az ICZN (melynek még nincs kormányzó testülete) állítása szerint a klád nevek csak akkor cserélhetők le, ha van egy hagyományos taxon előtag és léteznek rangsorolt taxonokhoz tartozó szinonimák a öregcsalád szinten vagy az alatt. A gyakorlatban azonban ezt az ajánlást a legtöbb őslénytani publikáció nem követi, például Sereno 2005-ös műve sem, amely elveti a Megalosauroidea nevet arra hivatkozva, hogy történelmileg parafiletikus (Sereno azonban megtart más történelmileg parafiletikus csoportokat, például a Coelurosauriát).

## Osztályozás
Spinosauroidea öregcsalád
- ?Lourinhanosaurus
- Megalosauridae család
  - Piveteausaurus
    - Megalosaurinae alcsalád
      - Edmarka
      - Torvosaurus
      - Megalosaurus
      - Poekilopleuron

    - Eustreptospondylinae alcsalád
      - Streptospondylus
      - Piatnitzkysaurus
      - Eustreptospondylus
      - Magnosaurus
      - Dubreuillosaurus
      - Afrovenator
- Spinosauridae család
  - Chilantaisaurus
  - Suchosaurus
    - Baryonychinae alcsalád
      - Baryonyx
      - Cristatusaurus
      - Suchomimus

    - Spinosaurinae alcsalád
      - Angaturama
      - Irritator
      - Siamosaurus
      - Spinosaurus

## Fordítás
- Ez a szócikk részben vagy egészben  a   Spinosauroidea című angol Wikipédia-szócikk ezen változatának fordításán alapul.  Az eredeti cikk szerkesztőit annak laptörténete sorolja fel. Ez a jelzés csupán a megfogalmazás eredetét és a szerzői jogokat jelzi, nem szolgál a cikkben szereplő információk forrásmegjelöléseként.